# David Kämpf
David Kämpf (* 12. Januar 1995 in Jirkov) ist ein tschechischer Eishockeyspieler, der seit Juli 2021 bei den Toronto Maple Leafs in der National Hockey League unter Vertrag steht. Zuvor verbrachte er vier Jahre in der Organisation der Chicago Blackhawks.

## Karriere

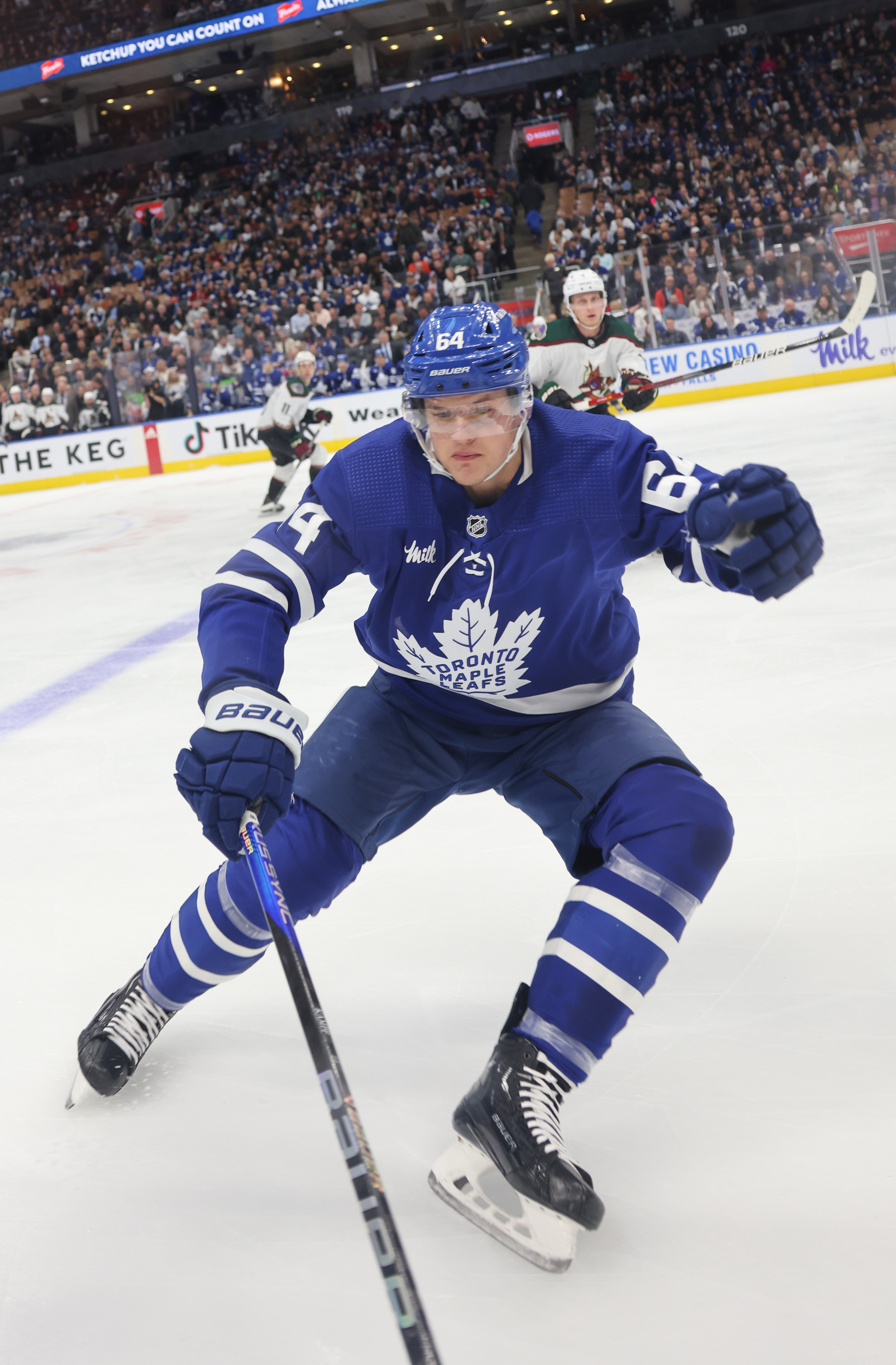
Kämpf im Trikot der Toronto Maple Leafs (2022)

David Kämpf wurde in Jirkov geboren und durchlief in seiner Jugend die Nachwuchsabteilungen der Piráti Chomutov aus dem benachbarten Chomutov. Mit Beginn der Saison 2012/13 lief er nicht nur für die U20 des Vereins in der höchsten Juniorenliga Tschechiens auf, sondern gab zudem auch sein Profidebüt bei den Herren in der Extraliga. Parallel dazu lief der Angreifer in einigen Spielen für den SK Kadaň in der 1. Liga auf, der zweithöchsten Spielklasse des Landes. In der Spielzeit 2013/14 etablierte sich der Tscheche in der Extraliga, kam allerdings nur auf drei Scorerpunkte in 45 Spielen und stieg mit dem Team am Saisonende in die 1. Liga ab. Anschließend gelang der Mannschaft jedoch der direkte Wiederaufstieg, bevor Kämpf auch seine persönliche Statistik deutlich steigerte, so kam er auf 31 Punkte und erreichte mit den Piráti das Playoff-Halbfinale in der Saison 2016/17, wo das Team jedoch an den Bílí Tygři Liberec scheiterte.
Nach diesen Leistungen wurden auch Teams aus der National Hockey League (NHL) auf Kämpf aufmerksam, sodass er im Mai 2017 einen Zweijahresvertrag bei den Chicago Blackhawks unterzeichnete. Diese setzten ihn vorerst bei ihrem Farmteam, den Rockford IceHogs, in der American Hockey League (AHL) ein, bevor er im Dezember 2017 sein NHL-Debüt für die Blackhawks gab. In der Folgesaison 2018/19 stand er bereits ausschließlich für Chicago in der NHL auf dem Eis.
Nach vier Jahren in der Organisation der Blackhawks wurde sein auslaufender Vertrag nach der Spielzeit 2020/21 nicht verlängert, sodass er sich im Juli 2021 als Free Agent den Toronto Maple Leafs anschloss. Im Juni 2023 unterzeichnete er einen neuen Vierjahresvertrag in Toronto, der ihm ein durchschnittliches Jahresgehalt von 2,4 Millionen US-Dollar einbringen soll.

### International

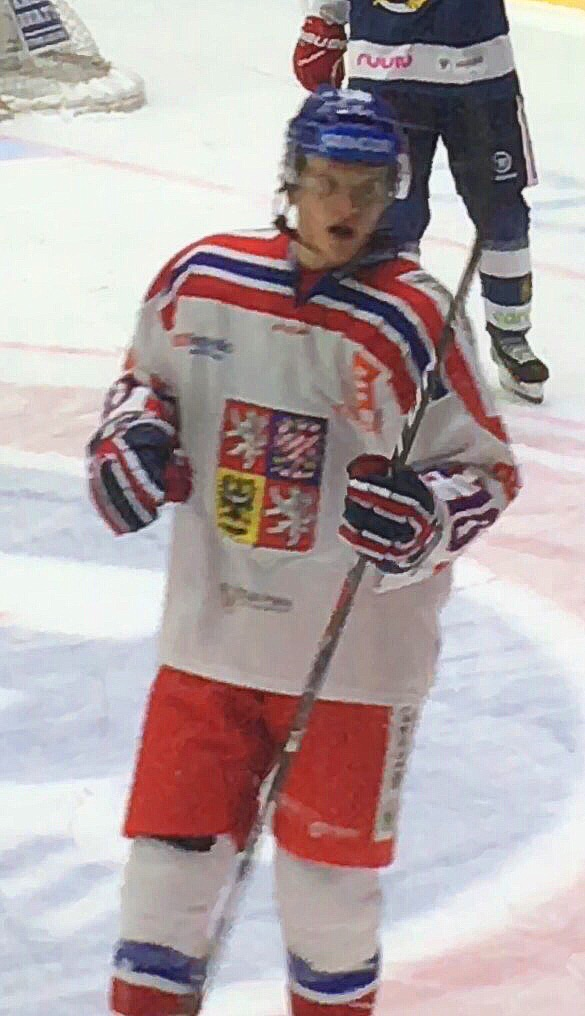
Kämpf im Trikot der tschechischen Nationalmannschaft (2016)

Auf internationaler Ebene vertrat Kämpf sein Heimatland erstmals auf U17-Niveau bei der World U-17 Hockey Challenge 2012 und belegte dort mit dem Team den achten Platz. Anschließend nahm er mit der tschechischen U18 am Ivan Hlinka Memorial Tournament 2012 sowie an der U18-Weltmeisterschaft 2013 teil, bevor er Teil der U20-Nationalmannschaft bei den U20-Weltmeisterschaften 2014 und 2015 war und dabei jeweils die Medaillenränge verpasste.
Für die A-Nationalmannschaft Tschechiens debütierte der Angreifer anschließend im Rahmen der Euro Hockey Tour 2016/17. Bei der Weltmeisterschaft 2022 in Finnland – seinem ersten großen internationalen Turnier – gewann Kämpf mit dem tschechischen Team die Bronzemedaille. Zwei Jahre später folgte bei der Weltmeisterschaft 2024 der Gewinn der Goldmedaille.

## Erfolge und Auszeichnungen
- 2015 Meister der 1. Liga und Aufstieg in die Extraliga mit den Piráti Chomutov
- 2022 Bronzemedaille bei der Weltmeisterschaft
- 2024 Goldmedaille bei der Weltmeisterschaft

## Karrierestatistik
Stand: Ende der Saison 2024/25

### International
Vertrat Tschechien bei:
| - World U-17 Hockey Challenge 2012 - Ivan Hlinka Memorial Tournament 2012 - U18-Junioren-Weltmeisterschaft 2013 - U20-Junioren-Weltmeisterschaft 2014 | - U20-Junioren-Weltmeisterschaft 2015 - Weltmeisterschaft 2022 - Weltmeisterschaft 2024 - Weltmeisterschaft 2025 |

(Legende zur Spielerstatistik: Sp oder GP = absolvierte Spiele; T oder G = erzielte Tore; V oder A = erzielte Assists; Pkt oder Pts = erzielte Scorerpunkte; SM oder PIM = erhaltene Strafminuten; +/− = Plus/Minus-Bilanz; PP = erzielte Überzahltore; SH = erzielte Unterzahltore; GW = erzielte Siegtore; 1 Play-downs/Relegation; Kursiv: Statistik nicht vollständig)